# 菊池亜希子
菊池 亜希子（きくち あきこ、1982年8月26日 - ）は、日本のファッションモデル、女優。岐阜県出身。テンカラット所属。

## 略歴
高等専門学校在校中から週末に上京してモデル活動を開始。千葉大学工学部都市環境システム学科卒。学位は学士（工学）。『non-no』『Pretty Style』『リンネル』などの雑誌でモデルとして活動。2007年に映画『東京の嘘』で女優デビュー。市川準監督の『ヴィヨンの妻』に主演する予定だったが、2008年の市川監督の急逝で製作中止となった。2010年に映画『森崎書店の日々』で初主演を果たしている。
独自の世界観を持ったイラストやファッションスタイルに定評があり、雑誌『菊池亜希子ムック マッシュ』（小学館）の編集長を務める。
2015年冬にカクバリズム代表の角張渉と結婚、2017年秋に第1子女児を出産、2020年3月に第2子男児を出産。

## 出演

### 映画
- 東京の嘘（2007年3月17日、cinemusica） - 長倉ちひろ 役
- 探偵物語（2007年9月29日、メディア・ワークス）
- ぐるりのこと。（2008年6月7日、ビターズ・エンド） - 梶山栄子 役
- 森崎書店の日々（2010年10月23日、ファントム・フィルム） - 主演・三浦貴子 役
- ファの豆腐（2011年6月11日、コ・フェスタPAO事務局） - 主演・朝子 役[注 1]
- わが母の記（2012年4月28日、松竹） - 伊上紀子 役
- よだかのほし（2012年9月22日、アン・エンタテインメント） - 主演・本郷トワ 役[注 2]
- 豆大福ものがたり（2013年10月26日） - 主演[8]
- ROUTE42（2014年4月12日、アールツーエンターテインメント） - 陽子 / 高橋友梨 役[注 3]
- 好きっていいなよ。（2014年7月12日、松竹） - なつみ 役
- 深夜食堂（2015年1月31日、東映） - 杉田あけみ 役[9]
- グッド・ストライプス（2015年5月30日、ファントム・フィルム） - 主演・萬谷緑 役[10]
- 海のふた（2015年7月18日、ファントム・フィルム） - 主演・まり 役[11]
- アズミ・ハルコは行方不明（2016年12月3日、ファントム・フィルム） - 今井えり 役[12]
- 二度めの夏、二度と会えない君（2017年9月1日） - 榎本優 役[13]
- かそけきサンカヨウ（2021年10月15日、イオンエンターテイメント）- 美子 役
- 幻の蛍（2022年7月9日、イハフィルムズ） - 中川奈保 役[14]
- おとななじみ（2023年5月12日、東映） - 加賀屋香織 役[15]
- 傲慢と善良（2024年9月27日、アスミック・エース） - 岩間希実 役[16]
- 見はらし世代（2025年10月10日公開予定、シグロ）[17]

### テレビドラマ
- Good Job〜グッジョブ 第1話（2007年3月26日、NHK） - 黒木の元彼女 役
- トリハダ〜夜ふかしのあなたにゾクッとする話を 「想像は人を支配する」（2007年3月29日、フジテレビ）
- 恋空（2008年8月2日 - 9月13日、TBS） - 田原さおり 役
- クローン ベイビー（2010年10月8日 - 12月17日、TBS） - 樋口璃子 役
- 遠い日のゆくえ（2011年3月13日、WOWOW） - 広瀬美月 役[注 4]
- スナーク狩り（2012年5月14日、TBS） - 黒沢美香 役[注 5]
- 花のズボラ飯（2012年10月23日 - 12月25日、MBS） - ミズキ 役
- 幼獣マメシバ 望郷篇 第2話 - 第3話（2014年7月7日 - 7月14日、「幼獣マメシバ 望郷篇」製作委員会） - 鈴木佐智子 役
- 問題のあるレストラン 第1話・第7話 - 第9話（2015年1月15日・2月26日 - 3月12日、フジテレビ） - 藤村五月 役
- まかない荘（2016年4月19日 - 6月21日、メ〜テレ） - 恭子 役 [18]
- トットてれび（2016年4月30日 - 6月18日、NHK） - 横山道代 役
- カルテット 第1話・第2話（2017年1月17日・1月24日、TBS） - 九條結衣 役
- 恋せぬふたり（2022年1月10日 - 3月21日、NHK総合） - 猪塚遥 役[19]
- シリーズ・横溝正史短編集III「池松壮亮×金田一耕助3『女の決闘』」（2022年2月26日、NHK BSプレミアム）[20]
- 杉咲花の撮休 第3話「両想いはどうでも」（2023年2月24日、WOWOW） - 武田マネージャー 役[21]
- Get Ready! 第8話・最終話（2023年2月26日・3月12日、TBS） - 坂本広江 役
- ながたんと青と-いちかの料理帖-（2023年3月24日 - 5月26日、WOWOW） - 藤田楓 役[22]
- 春になったら 第1話・第2話（2024年1月15日・1月22日、関西テレビ・フジテレビ） - 草野朋美 役
- くるり〜誰が私と恋をした?〜（2024年4月9日 - 、TBS） - 松永 役
- パーセント（2024年5月11日 - 6月1日、NHK総合・NHK BSプレミアム4K） - 宮島さくら 役[23]
- あの子の子ども　（2024年6月25日-9月17日、関西テレビ・フジテレビ）-足立典子　役
- キャスター（2025年4月13日 - 6月15日、TBS） - 安藤恵梨香 役[24]

### 配信ドラマ
- すべて忘れてしまうから 第3話（2022年9月28日配信、ディズニープラス） - 本人（菊池亜希子） 役[25]
- 1122 いいふうふ（2024年6月14日配信予定、Amazon Prime Video） - 相原とう子 役[26]

### ラジオ
- Be Style（2019年4月6日 - 、TBSラジオ） - パーソナリティ
- 野菜をMOTTO presents スープのじかん。（2023年4月1日 - 、InterFM897） - パーソナリティ

### 舞台
- いやむしろわすれて草（2013年5月16日 - 26日、青山円形劇場） - 高木一美 役
- ハルナガニ（2014年4月7日 - 5月4日、東京 / 大阪） - 三浦 役
- 水の戯れ（2014年11月1日 - 30日、東京 / 地方） - 明子 役[27]

### CM
- モスバーガー マスタードチキンバーガー（2002年）
- NISSAN マーチ（2002年）
- ダスキン ミスタードーナツ（2005年）
- 花王 ビオレ（2006年1月 - ）
- キリンMCダノンウォーターズ ボルヴィック（2006年5月 - ）
- スクウェア・エニックス チョコボと魔法の絵本（2006年12月 - ）
- NTT docomo
  - 料金（2008年3月 - ）
  - Xiタブレット（2012年12月 - ）
- JR九州 「つばめ。旅する新幹線。」（2009年）
- SUZUKI ワゴンR（2009年5月 - ）
- ららぽーとマネジメント ららぽーと（2010年4月 - ）
- 第一生命 企業（2011年2月 - ）
- キユーピー 具のソース（2011年8月 - ）
- サントリー酒類 金麦（2012年3月 - ）
- カゴメ 野菜生活100（2012年4月 - ）
- 明治 明治ミルクチョコレート（2012年10月 - ）
- TOYOTA ラクティス（2013年1月 - ）
- エスビー食品 とろける おいしさギューッととけ込むカレー（2013年8月 - ）
- ファミリーマート 企業（2014年3月 - 2016年4月）
- キリンビール 一番搾り（2023年12月 - ）[28]

### DVD
- 廣瀬裕子のしあわせになるDVD 「サヨナラ、」（2007年8月24日、ワーナー・ホーム・ビデオ）
- やくそくわんこ（2008年3月7日、松竹）[注 6]

## 書籍

### 著書
- みちくさ（小学館、2010年2月、ISBN 9784093423823）
- 菊池亜希子 おしゃれのはなし。：ずっと変わらず好きなもの（小学館〈Can cam Oggi mook〉、2010年11月、ISBN 9784091036230）
- みちくさ・2（小学館、2011年5月、ISBN 9784093423878）
- 菊池亜希子ムック マッシュ vol.1（小学館、2012年4月）ISBN　978-4-09-103628-5
- 菊池亜希子ムック マッシュ vol.2（小学館、2012年9月）ISBN　978-4-09-103632-2
- 菊池亜希子ムック マッシュ vol.3（小学館、2013年3月）ISBN　978-4-09-103631-5
- 菊池亜希子ムック マッシュ vol.4（小学館、2013年9月）ISBN　978-4-09-103640-7
- 菊池亜希子ムック マッシュ vol.5（小学館、2014年3月）ISBN　978-4-09-103643-8
- 菊池亜希子のおじゃまします：仕事場探訪20人（集英社、2014年4月）ISBN　978-4-08-780712-7
- 菊池亜希子ムック マッシュ vol.6（小学館、2014年9月）ISBN　978-4-09-103751-0
- 菊池亜希子ムック マッシュ vol.7（小学館、2015年3月）ISBN　978-4-09-103764-0
- みちくさ・3（小学館、2015年5月、ISBN 9784093884181）
- 菊池亜希子ムック マッシュ vol.8（小学館、2015年10月）ISBN　978-4-09-103758-9
- 絵本のはなし（白泉社、2016年3月、ISBN 9784592732839）
- 菊池亜希子ムック マッシュ vol.9（小学館、2016年3月）ISBN　978-4-09-103775-6
- 菊池亜希子ムック マッシュ vol.10（小学館、2016年9月）ISBN　978-4-09-103783-1
- またたび（宝島社、2016年12月、ISBN 9784800258151）
- 好きよ、喫茶店（マガジンハウス、2017年7月、ISBN 9784838729241）
- 続・好きよ、喫茶店（マガジンハウス、2018年6月、ISBN 9784838730056）
- おなかのおと（文藝春秋、2019年11月）ISBN　978-4-16-390928-8
- へそまがり（宝島社、2020年4月）ISBN　978-4-299-00303-4
- へそまがりな私の、ぐるぐるめぐる日常。（宝島社、2024年2月）ISBN　978-4-299-04811-0

### 連載
- 「菊池亜希子のまたたび」（2013年9月 - 、宝島社『リンネル』）
- 「おなかのおと」（2014年3月 - 、文藝春秋『CREA』）
- 「菊池亜希子の絵本のおはなし」（2014年6月 - 、白泉社『MOE』）

### その他
- 藤子・F・不二雄大全集『T・Pぼん』2巻（2011年、小学館） - 解説「わたしのブロック」を執筆